# Munio Núñez
Munio Núñez, conde de Castilla (899-c. 901 y c. 904-c. 909), fue un noble que parece casi seguro que fuera hijo de un Nuño Muñoz, hijo a su vez de Munio Núñez de Brañosera quien, junto con su mujer Argilo, concedió la Carta Puebla de Brañosera en 824.
Su primera aparición histórica en 882 está relacionada con la repoblación y defensa de la fortaleza de Castrojeriz desde Amaya. En ese año, el conde Diego Rodríguez Porcelos se encontraba defendiendo el desfiladero de Pancorbo de las fuerzas musulmanas mientras, según las crónicas, Munio estaba en Castrogeriz intentando fortificar el castillo. En la primera incursión del ejército emiral, tuvo que huir mientras que ya en la segunda ocasión, en el año 883, con las obras más adelantadas, pudo resistir tras los nuevos muros.
En enero de 885, falleció el conde Diego Porcelos en Cornudilla sin que parezca que haya dejado a un hijo con edad para sucederle. No fue hasta el 1 de marzo de 899 cuando Munio Núñez aparece por primera vez como conde en Castilla mientras que el conde Gonzalo Fernández gobernaba Burgos.
Desde sus bases de Castrogeriz y Muñó —cuyo castillo y comarca le deben su nombre—, en el bajo Arlanzón, Munio fue uno de los tres condes castellanos a los que el rey García de León encomendó la repoblación de la línea del Duero. Munio repobló Roa, Gonzalo Fernández se encargó de repoblar Burgos, Clunia y San Esteban de Gormaz, y el conde Gonzalo Téllez Osma.
Según algunos autores, tuvo una hija, llamada Muniadona casada con el hijo primogénito del rey Alfonso III, García, el futuro García I de León. El historiador Manuel Carriedo Tejedo sugiere, que la esposa del rey García fue hija de Nuño Ordóñez, hermano de Alfonso III.

## Notas

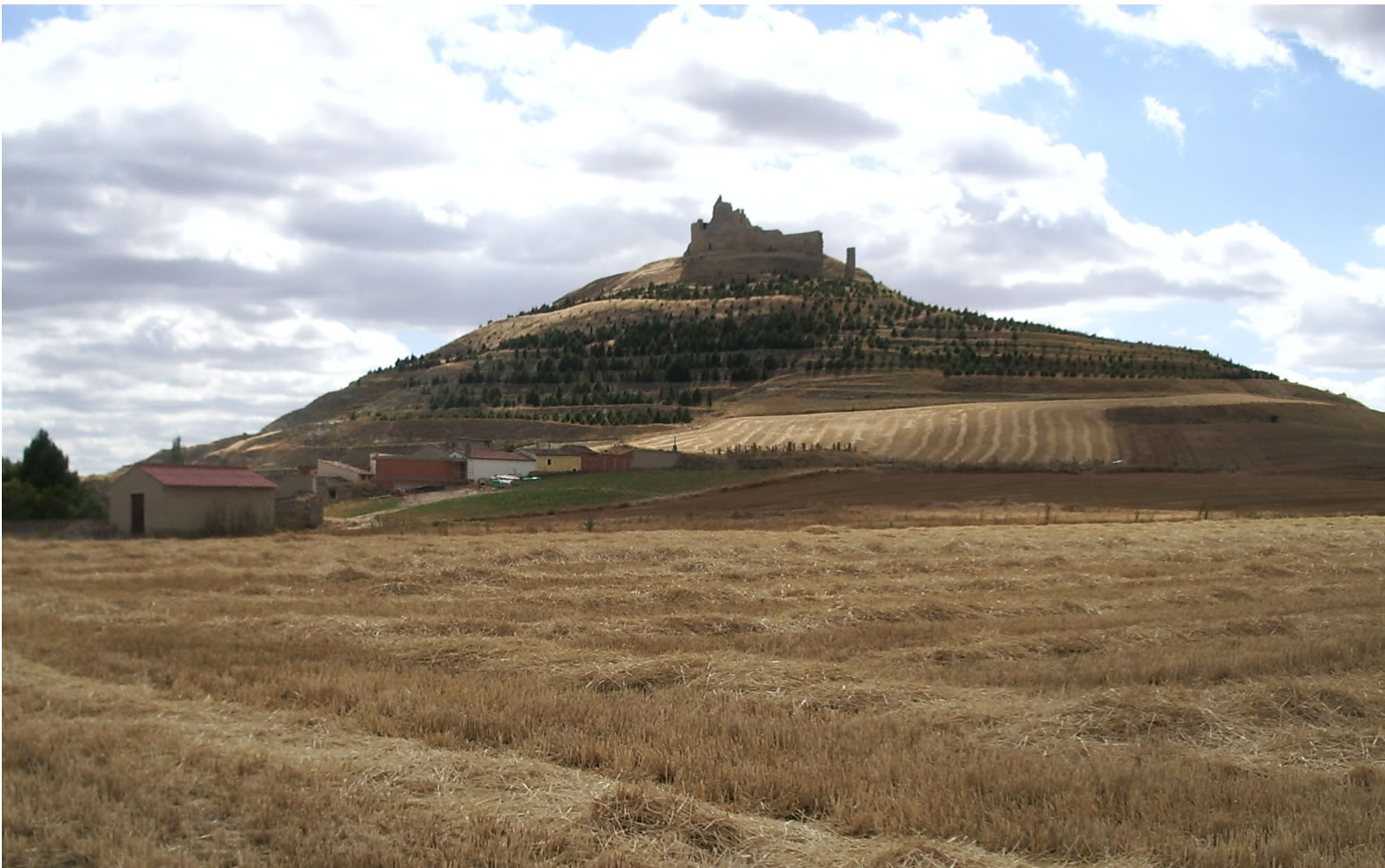
Castillo de Castrogeriz